# Estación Campamento Villegas

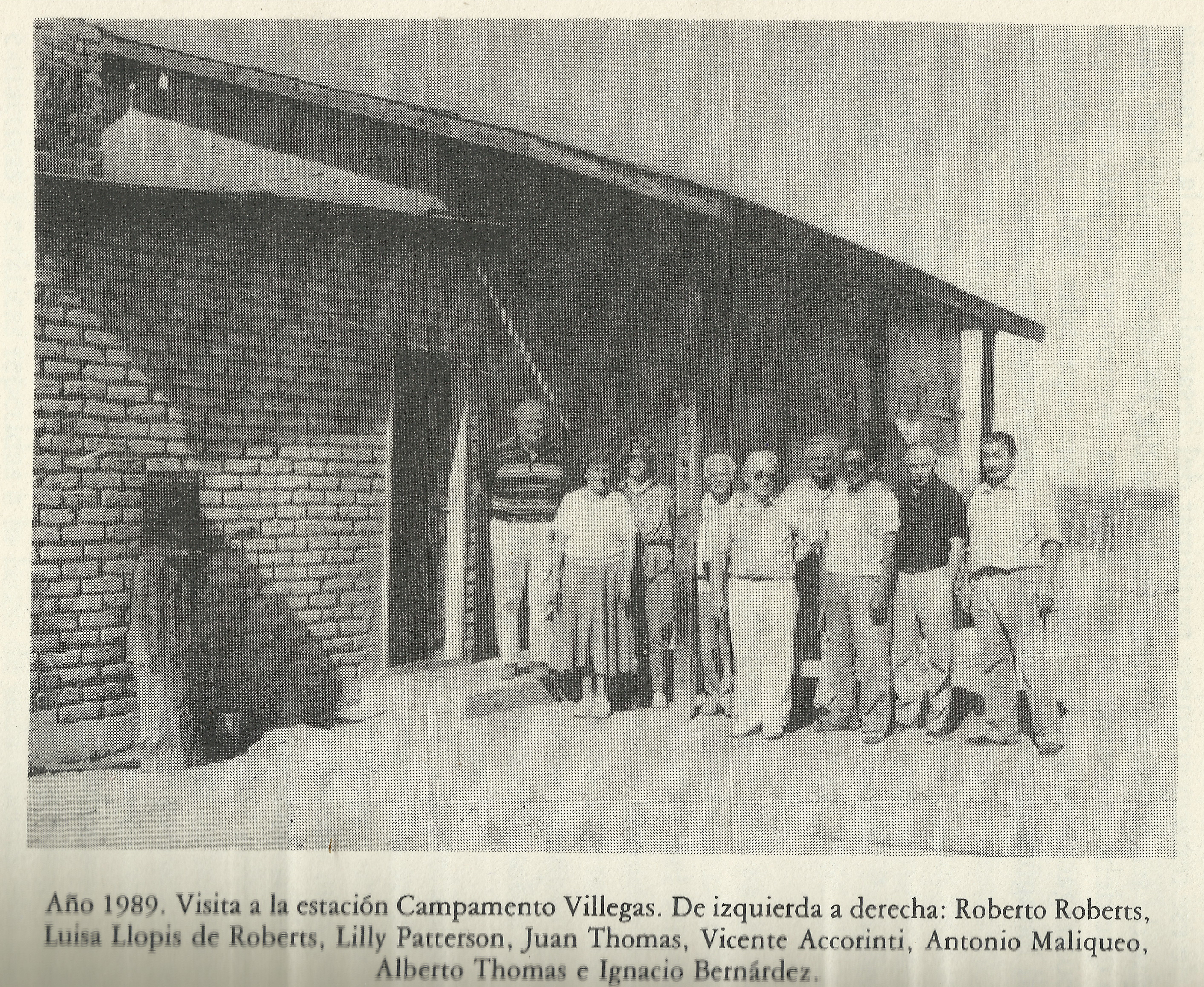
ferroviarios visitando la estación después del centenario del ferrocarril

Campamento Villegas es una ex estación ferroviaria ubicada en el paraje del mismo nombre en el departamento Gaiman del Ferrocarril Central del Chubut que unía la costa norte de la Provincia del Chubut con la localidad de Las Plumas en el interior de dicha provincia.

## Toponimia

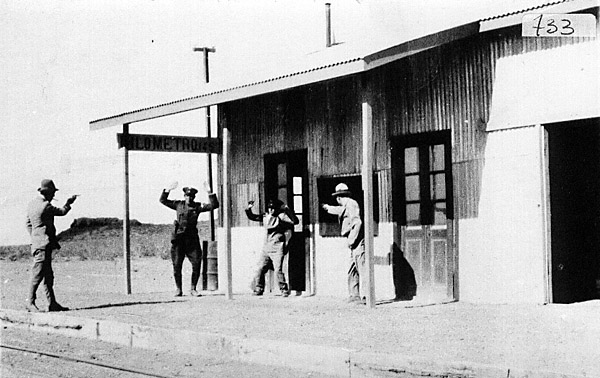
Empleados en la estación Kilómetro 145 entreteniéndose.

El nombre de la estación fue puesto en honor a Conrado Excelso Villegas, quien levantó un campamento en este sitio en el año 1883. Conrado Villegas fue un general de artillería y caballería argentino, de origen uruguayo (nacido en Tala, el día 3 de febrero de 1841 y falleciendo en París, un 26 de abril de 1884). Actuó en los inicios de su carrera militar en la Guerra de la Triple Alianza y posteriormente acompañó al general Julio Argentino Roca en la llamada Conquista del Desierto.
En los primeros años del ferrocarril se intentó denominar Kilómetro 145. Este nombre reapareció en los itinerarios de la línea hasta 1936.
En tanto, con los años, la localidad y su estación fueron llamadas Camp.Villegas por algunos itinerarios ferroviarios.Esto concuerda con la jerga ferroviaria que simplificaba los nombres. De este modo, fue posible una simplificación hacia Villegas como sucede en otras localidades cercanas que truncan de modo coloquial sus nombres compuestos en favor de uno de ellos como Caleta (Olivia), Comodoro (Rivadavia) o Deseado (Puerto).

## Características

Explotación en una cantera de caolín cercana a una estación del ferrocarril.

Se encuentra a 145 km de la cabecera en Puerto Madryn, y a aproximadamente 130 metros sobre el nivel del mar.
Esta estación funcionaba principalmente para embarcar la producción de caolín que era explotado en unas minas ubicadas en las cercanías. 
El caolín era intensamente explotado y embarcado en las estaciones Boca de la Zanja, Campamento Villegas y Las Chapas. El mismo se  extraía de minas ubicadas en las proximidades de las estaciones. Este tráfico llegó a oscilar 25.000 toneladas. El ferrocarril estaba encargado de transportar este mineral  con destino a embarques marítimo o por camión desde Trelew. También, existían en las cercanías canteras de piedra caliza que era destinada a consumo regional. De este modo, la carga se centralizó en esta estación en torno a al movimiento fuerte y constantes de caolín y cal viva. Las mismas eras almacenadas en tambores y se mandaban de Villa Luro a la fábrica Losadur de Villa Adelina.
Sin embargo, los recursos materiales no impidieron que el tramo desde esta estación hasta la punta de riel en Las Plumas permaneciera ocioso para el servicio de pasajeros. De este modo, al no contar con población significativa esta extensa porción del ferrocarril fue considerada optativa de uso para subir y bajar pasajeros. Esto determinó que las estaciones y desvíos hasta la punta de riel hayan permanecido clausurados o reducidos a apeaderos gran parte de los itinerarios. Aun para 1950 la Gobernación Militar de Comodoro Rivadavia elaboró un informe de la situación e historia del ferrocarril. El documento confirma a esta localidad como una de las principales de todo el tendido ferroviario.
En cuanto a su equipamiento existen tres fuentes que revelan la infraestructura de Campamento Villegas: 
La primera es el itinerario de 1934 que arrojó: 
- Apartadero 710m.
- Galpón 20m2.
- 1 rampa de costado.[14]

En cambió, el itinerario de 1940 describe:
- Apartadero 598 m.
- Galpón 30m2.
- 1 rampa de costado.[15]

La última fuente es una recopilación de datos del itinerario de 1945 e informes de la época de clausura detalló:
- Apartaderos 598m.
- Galpón 30m2.
- 1 rampa de costado.[16]

Además este último documento afirma que la estación era de 1ª categoría capaz de brindar todos los servicios del ferrocarril: pasajeros, encomiendas, cargas y hacienda (P. E. C. H.). En cuanto a la hacienda, se recibía y despachaba con previo arreglo únicamente. 
Posiblemente, las diferencias entre ambos documentos se deba a una mejor medición, ampliación o un error en la recopilación de datos.

## Funcionamiento
Un análisis de itinerarios de horarios de este ferrocarril a lo largo del tiempo demuestra como fue variando la importancia de Campamento Villegas como estación. 
La estación figura en los informes de horarios desde el año 1928 mostró al ferrocarril completamente dividido en dos líneas. Desde Madryn partía la línea «Central del Chubut» con destino a Dolavon, previo paso por las intermedias. La segunda era llamada «A Colonia 16 de Octubre». Aunque el tren no arribaba a dicha colonia, lo hacía en combinación con buses. Esta línea recorría el resto del tendido hasta Alto de Las Plumas. Sin embargo, el punto de salida era Rawson y no Madryn. El viaje iniciaba lunes y viernes a las 9:25 y culminaba a las 18:57. El tren en esta línea aceleraba su paso y arribaba a esta estación que era por estos años un apeadero y parada opcional de los servicios ferroviarios. Este informe se nombra a  la estación como como Desvío kilómetro 142.
El segundo informe de 1930 expuso unificadas las dos líneas anteriores y puso a Madryn como cabecera. El viaje partía lunes y viernes de estación Puerto Madryn a las 7:30 y arribaba a Las Plumas a las 19:35. Se vio también como Rawson perdió el protagonismo frente a Trelew, que se mostró eje de otras líneas. En esta línea principal el tren arribaba a Campamento Villegas a las 14:20. Estaba separada de Boca de la Zanja por 1:15 y la distancia de 20 kilómetros con Cañadón Iglesia era cubierta en 1:15 minutos. Este informe la llamó, como el itinerario anterior, kilómetro 145.
El tercer informe de 1934 mostró el viaje principal de la línea que partía desde Madryn a las 8:30 los miércoles con arribo a Alto de las Plumas 20:15. En todos los viajes el trayecto a Campamento Villegas  le infería a los trenes 6:45 minutos. En tanto, el itinerario presentó la novedad de que la estación estaba cerca de un nuevo desvío: kilómetro 141. Este desvío no sería casi aludido por los siguientes itinerarios e informes de la línea. La distancia para unirse con kilómetro 141 era de 11 minutos y con Cañadón Iglesia se requerían 1:10 minutos. Por último, desde este documento se empieza a llamar a la estación Campamento Villegas. Además, se vio por primera vez a la estación clausurada.
El cuarto informe de 1936 constató la mejoría en los tiempos de los viajes a vapor y la novedad de los coches motor. El viaje de larga distancia a Las Plumas se continuó haciendo a vapor. Este iniciaba miércoles a las 8:45 y culminaba 19:30. El paso por Campamento Villegas era a las 15:10. Los únicos cambios fueron que no se informaron los desvíos entre esta estación y Boca de la Zanja. Además, se tuvo la optimización en 5 minutos en las distancias que la separaban de Boca de la Zanja. La estación continuó con su declive y se mantuvo clausurada o devenida en apeadero según este informe, pasando a ser parada opcional de los servicios ferroviarios.
El quinto informe del 1 de abril de 1938 expuso leves variaciones. El viaje principal partía los miércoles desde Madryn a Las Plumas a las 8:00 horas para arribar a las 19:30 horas. El tren alcanzaba Campamento Villegas  a las 15:10. La estación continuó clausurada o devenida en apeadero.
El itinerario de Ferrocarriles del Estado del 15 de diciembre de 1940 detalla que el viaje principal partía los miércoles desde Madryn a Las Plumas a las 7:45 horas, paso por Campamento Villegas 15:05 y arribo a las 19:30 horas a Las Plumas; mientras que el regreso se emprendía desde Las Plumas los jueves las 7:00, con visita por Campamento Villegas 10:45 y llegada a Madryn a las 17:30. Además, la estación siguió clausurada o devenida en apeadero. Por último, el documento informa que se precisaba 11 minutos para unir la distancia con 141 y 1:05 minutos para hacer el recorrido hacia Cañadón Iglesia.
El informe de 1942 no brindó grandes variaciones con el de 1936. Se continuó con el horario que partía desde Madryn a Las Plumas a las 8:00 horas para arribar a las 19:30 horas. El tren pasaba por Campamento Villegas a las 15:10. No se informó clausura.
El itinerario de 1946 es uno de los más completos que abordó al ferrocarril. En el informe se comunicó la continuidad de existencia de la línea a Colonia 16 de octubre y la del Central del Chubut. El viaje partía siempre en trenes mixtos de cargas y pasajeros. El tren salía de Madryn miércoles a las 7:30, luego el viaje culminaba en Altos de Las Plumas a las 19:30. El tiempo de 12 horas de viaje se debió a que el mismo se hacía a vapor. Los servicios de trenes mixtos arribaban a esta estación a las 14:56, estando separada de Cañadón Iglesia por 1:05 minutos y de kilómetro 141 por 11 minutos. Este viaje solo se hacía los miércoles. En este itinerario la estación volvió a aparecer con categoría reducida de apeadero, confirmando la decadencia de los anteriores informes.
El mismo itinerario con fecha el 15 de diciembre de 1946 fue presentado por otra editorial y en el se hizo mención menos detallada de los servicios de pasajeros de este ferrocarril. El itinerario difirió principalmente en lo relacionado con varios puntos como estaciones y apeaderos que fueron colocados con otros nombres. Sin embargo, la diferencia más notable fue la ausencia de los desvíos kilómetro 22, kilómetro 50, kilómetro 106, kilómetro 114, kilómetro 122, kilómetro 131 y kilómetro 141. Solo se volvió a describir a kilómetro 95, kilómetro 35 y a kilómetro 161 como los únicos desvíos en toda la línea.
El itinerario emitido el 10 de diciembre de 1948 describió el viaje de cargas por primera vez. Este viaje tenía paradas en todos los puntos hasta la punta de riel y la particularidad que iniciaba en Trelew los martes desde las 9 en forma condicional, pasando por Campamento Villegas a las 12:35 y finalizando en Altos de Las Plumas a las 17:15; mientras que el  regreso se producía los viernes desde las 8:25 con paso por Campamento Villegas a las 11:55 y arribo a Trelew a las 15:55. En cuanto al viaje completo, iniciaba en Madryn a los jueves desde las 7:40, pasando por Campamento Villegas a las 14:00 y finalizando en Altos de las Plumas a las 18:20. El regreso se producía los viernes desde las 9:20, previo paso por este punto a las 12:38 y arribo a Madryn a las 19:20. En cuanto al funcionamiento del ferrocarril en este punto, Campamento Villegas fue expuesta como clausurada. No obstante, siguió recibiendo servicios de cargas y pasajeros en forma obligatoria.     
Para el último informe de horarios de noviembre de 1955 se volvió a ver disociada a la estación Madryn del resto de las líneas. En este informe se comunicó que los servicios de pasajeros corrían los miércoles desde las 10:30 de Trelew en trenes mixtos hacia Las Plumas con arribo a las 17:43. El tren pasaba por Campamento Villegas a las 13:47. En tantos estaba distanciada del apeadero kilómetro 141 por 12 minutos y para unir los 20 kilómetros que la separaban de estación Cañadón Iglesia se necesitaba 1 hora, con una evidente mejora. Por último, Campamento Villegas dejó de estar clausurada o ser parada optativa de los servicios ferroviarios.

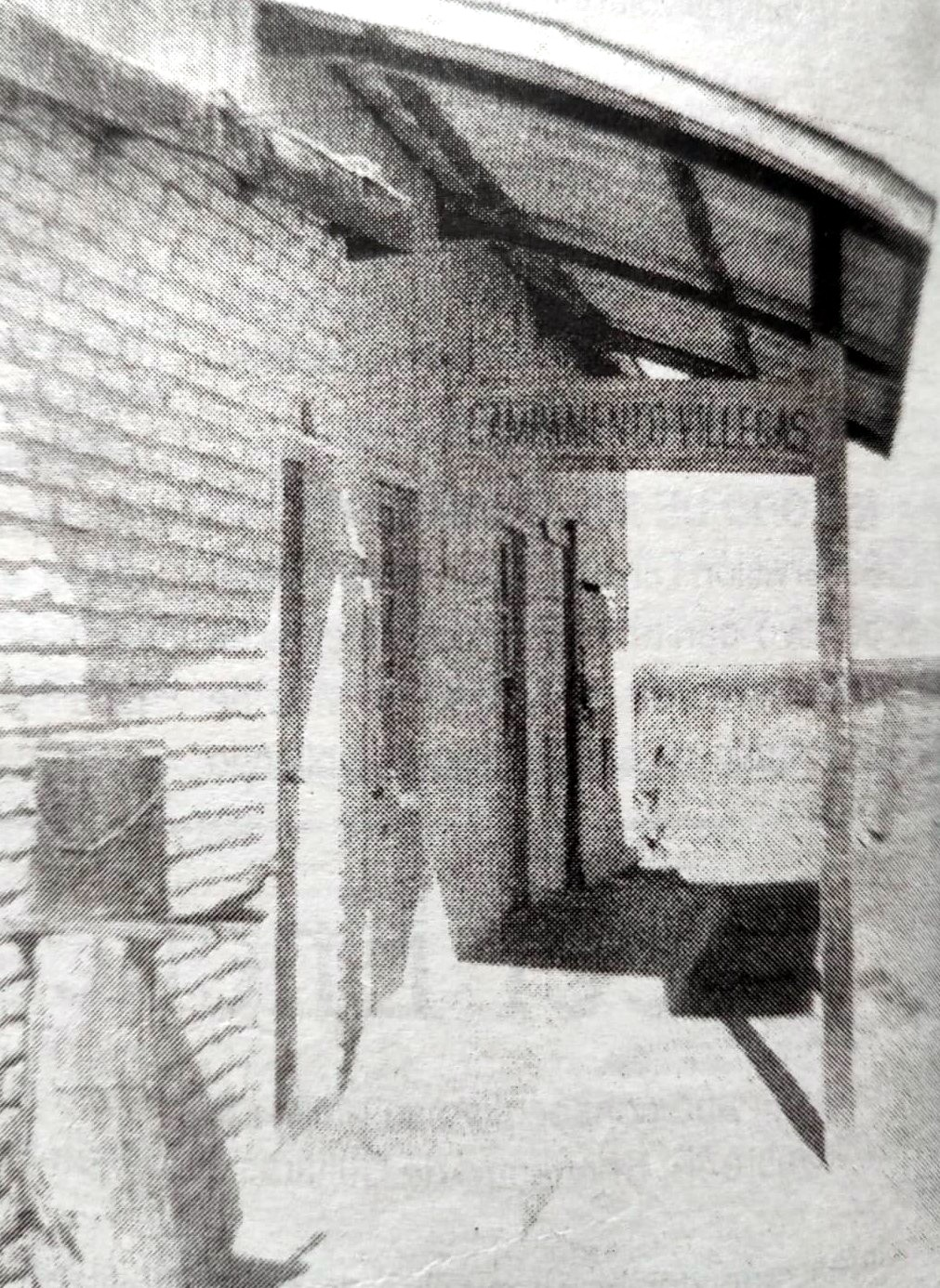
Detalle de la estación en perfecto estado durante visita de los ferroviarios en 1989.